# Trebius elongatus
Trebius elongatus is een eenoogkreeftjessoort uit de familie van de Trebiidae. De wetenschappelijke naam van de soort is voor het eerst geldig gepubliceerd in 1953 door Capart.